# Rocca de' Ghislanzoni
La Rocca de' Ghislanzoni è una fortificazione situata nel comune italiano di Rocca Susella, in provincia di Pavia. L'edificio, ora trasformato in palazzo residenziale, è posto su di un'altura che domina la valle del torrente Ardivestra, nell'Oltrepò Pavese.

## Storia
La presenza di una rocca fortificata all'interno di questo territorio comunale costituisce l'origine del nome dell'attuale comune, chiamato anticamente Rocha Saxillae, poi Clastrum Saxillae e infine Rocha Saxillae.
Fu parte del feudo del Vescovo di Tortona, nel XII secolo passò alla famiglia dei Ruino di Montepicco e in seguito ai De Curle, nella metà del XIV secolo e da questi alla famiglia Dal Verme del Gran ducato di Milano, divenendo poi con Luigi Dal Verme conti di Bobbio e Voghera, della val Tidone e Castel San Giovanni.
Nel 1700 la proprietà passò alla famiglia dei Gambarana e sul finire del secolo arrivò ai De' Ghislanzoni.
Venne occupato dalle forze della Wehrmacht durante la seconda guerra mondiale che lo utilizzò come ponte radio (postazione Dicat) per l'avvistamento dei bombardieri alleati che transitavano per bombardare la città di Milano provenienti dal golfo di Genova.
Oggi è di proprietà dei Pontremoli che lo hanno ristrutturato per un'attività di ospitalità.

## Struttura
La struttura è molto articolata, comprende un corpo principale che presenta una facciata verso il cortile interno con porticati a colonne e archi, fiancheggiato da una piccola torre circolare.
Il terrazzo venne realizzato durante la ristrutturazione avvenuta a metà del XIX secolo, realizzata dai De' Ghislanzoni che ristrutturarono gli edifici originali risalenti al XVI secolo.
Possiede una slanciata torre a pianta quadrata con merlatura ghibellina.
All'interno si trova un piccolo oratorio risalente alla fine del XVIII secolo dedicato alla Immacolata Concezione.